# Малый Исток (Екатеринбург)
Ма́лый Исто́к — микрорайон (внутригородской посёлок) в Октябрьском районе города Екатеринбурга Свердловской области России. Упразднённый посёлок, вошедший в состав города в 1949 году?.

## Топоним
При основании назывался Хуторы (или Хуторята).
По ойкониму названы топонимы в Екатеринбурге: пруд Малоистокский, природный парк Малый Исток.

## История
Посёлок возник в XIX веке на Сибирском тракте, назывался Хуторы (или Хуторята). На его территории в конце XIX века уральский промышленник Рязанов начал поиски и добычу золота. В это время в посёлке была лишь одна улица, вдоль которой располагались частные дома.
После 1917 года на месте усадьбы Рязанова появился колхоз, в 1937—1939 годах — школа, а в годы Великой Отечественной войны — детский дом.
В 1949 году Малый Исток и поселение около железнодорожной станции Кольцово образовали единый рабочий посёлок Кольцово. В 1977 году к нему присоединили посёлок Аэропорт.

## Инфраструктура
В посёлке имеются клуб, фельдшерский пункт, опорный пункт полиции, общеобразовательная школа, детский сад, отделения почты и «Сбербанка».

## Предприятия
На территории посёлка расположены завод ЖБИ-353, СУ-810, воинские части.

## Достопримечательности
Рядом с церковью во имя святых Петра и Павла установлен обелиск памяти павших в Великой Отечественной войны.

## Электронные ресурсы
- Петкевич Т. А. Малый Исток // Энциклопедия Екатеринбурга [Электрон. ресурс] : электронная энциклопедия. — Электрон. дан. и прогр. — Екатеринбург. : ИИиА УрО РАН, год не указан. — 1 электрон. опт. диск (CD-ROM).